# Cremilda de Lima
Maria Cremilda Martins Fernandes Alves de Lima (nascuda el 25 de març de 1940 a Luanda) és una escriptora angolesa de literatura infantil.

## Vida
Cremilda de Lima va néixer el 25 de març de 1940 a la capital de la colònia portuguesa d'Angola, Luanda. Després de la seva educació, va assistir a diversos cursos per a la formació de professors, primer de 1962 a 1963 a Bié, després de 1963 a 1964 a Luanda. Després, Lima va començar a treballar com a professora d'escola primària, primer a Malange. El 1965 va començar a impartir classes primàries a Luanda.
Després de la independència d'Angola el 1975, se li van obrir noves possibilitats pel que fa a la formació i el treball. Es va incorporar al comitè del Ministeri d'Educació de 1977, que va tractar el desenvolupament d'un currículum i la revisió dels llibres de text. Va ser membre de la comissió fins a 1991. El 1987 es va graduar d'un curs d'àrea científica i educativa a l'Escola Superior d'Educació de Setúbal i un curs de Didàctica de Portuguès a la Universitat de Lisboa. A continuació va seguir un curs de pedagogia a l'Institut Superior de Ciències de l'Educació de Luanda de 1992 a 1993 i un altre a l'educació fins a l'any 2003 a l'Escola Superior d'Educació en portuguès a Leiria.
Lima va començar a escriure els seus primers llibres infantils al començament de ben jove i es va unir a la União dos Escritores Angolanos l'any 1984. Mentrestant ha publicat nombrosos llibres infantils i és un dels més famosos autors de llibres infantils a Angola. S'ha queixat de la manca de difusió dels llibres infantils i lamenta que la majoria dels nens d'Angola "mai hagin vist un llibre". Lima va demanar la creació d'un "Pla Nacional de Literatura". Va argumentar que els ministeris de Cultura i Educació haurien de treballar junts per desenvolupar el gust per la lectura entre la joventut d'Angola.

## Premis
Cremilda de Lima ha estat nominada al premi internacional Memorial Astrid Lindgren dues vegades (2008 i 2009). El premi va ser fundat pel govern suec i obtingut pel compromís i el mèrit distingit per a la literatura infantil i juvenil. El 2008 va rebre el premi del Ministeri de Cultura angolès amb un certificat d'honor pels seus serveis a la literatura infantil angolesa. En 2016 va rebre el Premi Nacional de Cultura i Arts en la categoria de literatura. El president del jurat, António Fonseca, la va qualificar "un dels pioners" de la literatura infantil angolesa.

## Obres
- O Tambarino dourado (1982[5])
- Os Kandengues desfilam no carnaval (2015[6])
- Tetembwa Ya Dipanda (en kimbundu, 2016[7])
- Uma Aventura nas Nuvens (2016[2])
- Brincadeira ao Luar (2016[2])